# Jack Layton Ferry Terminal
Jack Layton Ferry Terminal (litt. « gare martime de Jack Layton ») est un quai de Toronto Island ferries (en) qui offre des services de traversier vers les îles de Toronto. Il se situe à la rive nord du lac Ontario, à Toronto, au centre-ville.

## Situation et accès
Situé au sud du croisement de la rue Bay et du Queens Quay ouest, il est desservi par les lignes de tramway 509 et 510 à la station Queens Quay et par quelques lignes d'autobus, dont le 114 (Queens Quay East) et le 122 (Cherry Beach).

## Origine du nom

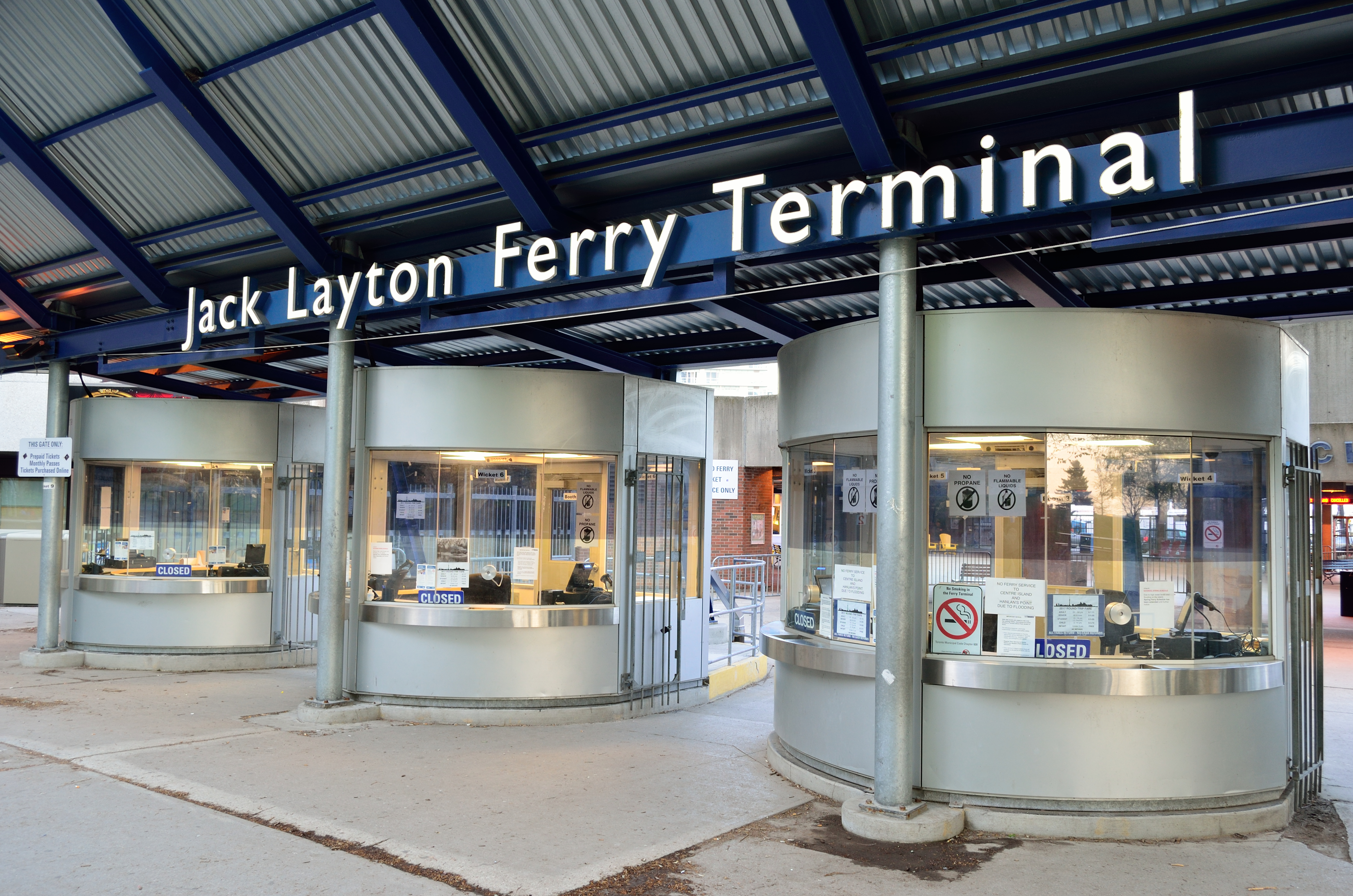
L'entrée

Il rend hommage à Jack Layton, homme politique canadien.

## Historique
Le quai actuel a été inauguré en janvier 1972 sous le nom de Toronto Island Ferry Docks (litt. « quais pour le traversier Îles de Toronto »). En 2012, à la suite du décès de Jack Layton, Rob Ford, alors maire de Toronto, suggéra de renommer le quai pour le célébrer. Depuis 22 août 2013, le quai prend le nom actuel.